# DSA-552
La DSA-552 es una carretera perteneciente a la Red Secundaria de la Diputación Provincial de Salamanca que une la SA-302 con la localidad de Brincones.
También pasa por las localidades de El Manzano e Iruelos.

## Recorrido
La carretera DSA-552 tiene su origen en Monleras en la intersección con la carretera SA-302, y termina en Brincones en la intersección con la carretera DSA-551 formando parte de la Red de carreteras de Salamanca.
| Monleras (Intersección con ) - Brincones (Intersección con ) | Monleras (Intersección con ) - Brincones (Intersección con ) | Monleras (Intersección con ) - Brincones (Intersección con ) | Monleras (Intersección con ) - Brincones (Intersección con ) | Monleras (Intersección con ) - Brincones (Intersección con ) | Monleras (Intersección con ) - Brincones (Intersección con ) | Monleras (Intersección con ) - Brincones (Intersección con ) | Monleras (Intersección con ) - Brincones (Intersección con ) | Monleras (Intersección con ) - Brincones (Intersección con ) | Monleras (Intersección con ) - Brincones (Intersección con ) | Monleras (Intersección con ) - Brincones (Intersección con ) |
| Esquema                                                      | PK                                                           | Sentido Brincones                                            | Sentido Brincones                                            | Sentido Brincones                                            | Sentido Brincones                                            | Sentido Monleras                                             | Sentido Monleras                                             | Sentido Monleras                                             | Sentido Monleras                                             | Incidencias                                                  |
| Esquema                                                      | PK                                                           | Velocidad                                                    | Elemento                                                     | Salida                                                       | Salida                                                       | Salida                                                       | Salida                                                       | Elemento                                                     | Velocidad                                                    | Incidencias                                                  |
| Esquema                                                      | PK                                                           | Velocidad                                                    | Elemento                                                     | Dir.                                                         | Nombre                                                       | Nombre                                                       | Dir.                                                         | Elemento                                                     | Velocidad                                                    | Incidencias                                                  |
| ------------------------------------------------------------ | ------------------------------------------------------------ | ------------------------------------------------------------ | ------------------------------------------------------------ | ------------------------------------------------------------ | ------------------------------------------------------------ | ------------------------------------------------------------ | ------------------------------------------------------------ | ------------------------------------------------------------ | ------------------------------------------------------------ | ------------------------------------------------------------ |
|                                                              | 0,0                                                          |                                                              |                                                              | Ledesma                                                      | Ledesma                                                      | Ledesma                                                      |                                                              |                                                              |                                                              |                                                              |
| Trabanca                                                     | 0,0                                                          |                                                              |                                                              |                                                              |                                                              |                                                              |                                                              |                                                              |                                                              |                                                              |
|                                                              | 4,4                                                          |                                                              |                                                              | EL MANZANO                                                   | EL MANZANO                                                   | EL MANZANO                                                   | EL MANZANO                                                   |                                                              |                                                              |                                                              |
|                                                              | 5,1                                                          |                                                              |                                                              | EL MANZANO                                                   | EL MANZANO                                                   | EL MANZANO                                                   | EL MANZANO                                                   |                                                              |                                                              |                                                              |
|                                                              | 9,4                                                          |                                                              |                                                              | IRUELOS                                                      | IRUELOS                                                      | IRUELOS                                                      | IRUELOS                                                      |                                                              |                                                              |                                                              |
|                                                              | 9,9                                                          |                                                              |                                                              | Rivera de Parpatelas                                         | Rivera de Parpatelas                                         | Rivera de Parpatelas                                         | Rivera de Parpatelas                                         |                                                              |                                                              |                                                              |
|                                                              | 10,0                                                         |                                                              |                                                              | IRUELOS                                                      | IRUELOS                                                      | IRUELOS                                                      | IRUELOS                                                      |                                                              |                                                              |                                                              |
|                                                              | 10,7                                                         |                                                              |                                                              | Ermita de la Santísima Trinidad                              | Ermita de la Santísima Trinidad                              | Ermita de la Santísima Trinidad                              | Ermita de la Santísima Trinidad                              |                                                              |                                                              |                                                              |
|                                                              | 13,1                                                         |                                                              |                                                              | BRINCONES                                                    | BRINCONES                                                    | BRINCONES                                                    | BRINCONES                                                    |                                                              |                                                              |                                                              |
|                                                              | 13,470                                                       |                                                              |                                                              |                                                              | Ahigal de Villarino                                          | Ahigal de Villarino                                          | Ahigal de Villarino                                          |                                                              |                                                              |                                                              |
|                                                              | 13,470                                                       | Espadaña Villar de Peralonso                                 |                                                              |                                                              |                                                              |                                                              |                                                              |                                                              |                                                              |                                                              |